# Ataques de mísseis na Ucrânia em 10 de outubro de 2022
Ataques de mísseis na Ucrânia ocorreram em 10 de outubro de 2022, quando as forças armadas da Rússia lançaram um grande número de ataques de mísseis em toda a Ucrânia, como parte da invasão da Ucrânia pela Rússia em 2022, no que foi referido como campanha de bombardeio terrorista russo. Como resultado dos ataques, 77 pessoas morreram e 272 ficaram feridas.
Alguns dos mísseis visavam instalações críticas de infra-estrutura, tais como usinas elétricas, subestações, usinas térmicas, transformadores, pontes, etc. Outros foram destinados à infra-estrutura civil, incluindo um parque infantil. Na manhã de 10 de outubro, foram relatadas explosões em dezenas de centros regionais da Ucrânia e em Kiev. A Fox News descreveu este enorme lançamento de mísseis sobre a Ucrânia como uma retaliação da Rússia pelo ataque à Ponte da Crimeia, sendo que o próprio presidente russo, Vladimir Putin, confirmou isso. Entretanto, de acordo com a Direção Principal de Inteligência da Ucrânia, as tropas russas receberam instruções do Kremlin para se prepararem para os ataques massivos de mísseis contra a infra-estrutura civil da Ucrânia em 2 e 3 de outubro.
Os mísseis foram lançados em várias ondas do Mar Negro e do Mar Cáspio por aeronaves Tu-95ms e Tu-22m3. A Ukrenergo informou que as interrupções no fornecimento de energia elétrica eram possíveis em algumas cidades e vilas do país. Após as 11 horas da manhã, 11 importantes instalações de infra-estrutura em 8 regiões e a cidade de Kiev foram danificadas como resultado das greves.
Preliminarmente, mais de 83 mísseis e 17 UAV Shahid de fabricação iraniana, lançados do território da Bielorrússia, estiveram envolvidos nos ataques. As forças de defesa aérea alegadamente conseguiram abater 45 mísseis e 12 drones. A Rússia usou mísseis Kh-101, Kh-555, Kalibr e Iskander, e os sistemas de mísseis S-300 e Tornado.
Os ataques russos contra civis foram chamados de "horríveis", "bárbaros" e "indiscriminados". O presidente ucraniano, Volodymyr Zelensky, chamou os ataques de "mal absoluto" e "terrorismo".
O Ministério da Defesa da Rússia confirmou que suas tropas continuaram a lançar ataques aéreos de longo alcance contra a energia e a infraestrutura militar da Ucrânia no dia 11 de outubro, referindo que "o objetivo do ataque foi alcançado. Todas as instalações designadas foram atingidas."

## Cidades atingidas

### Kiev

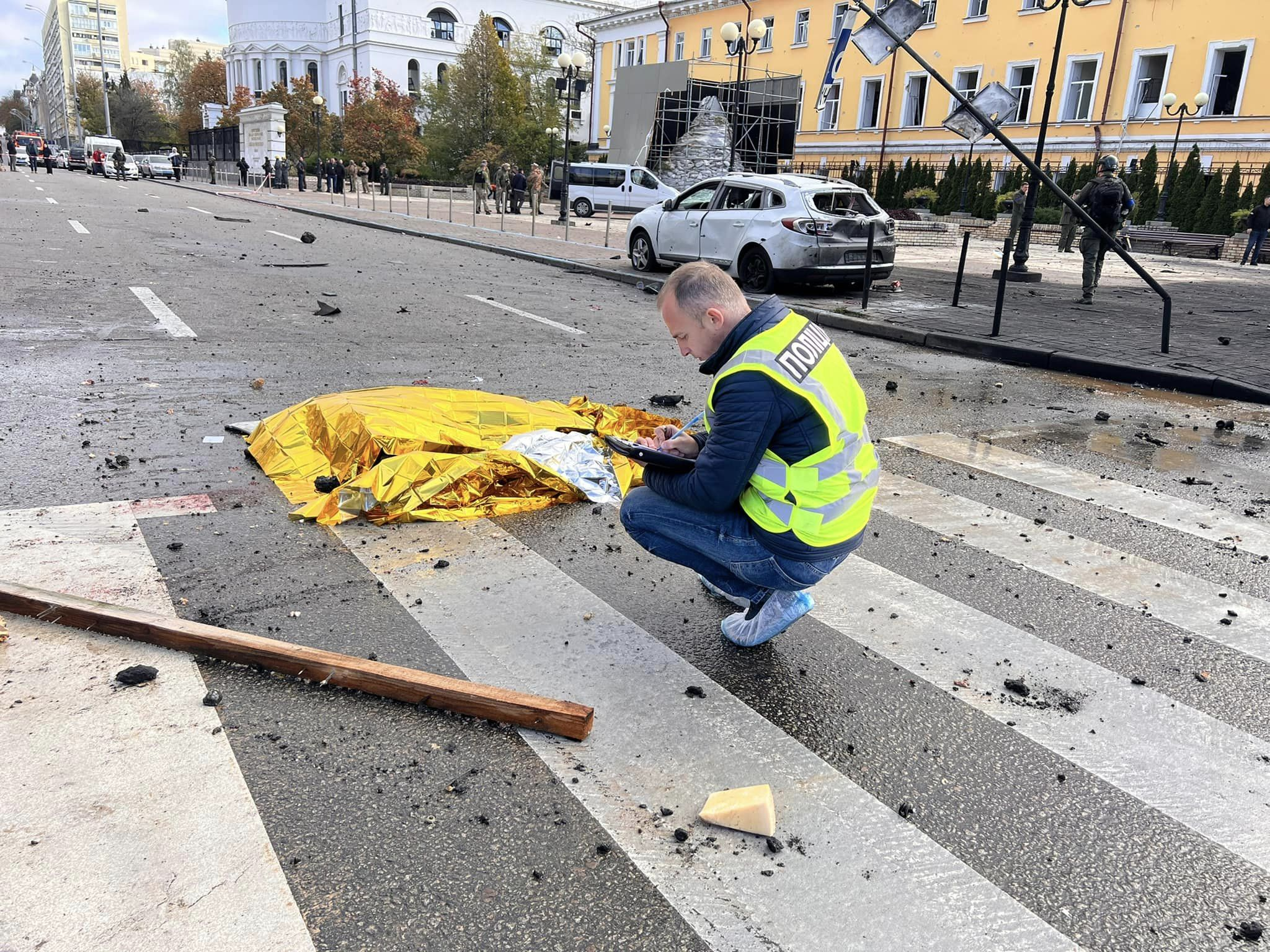
Civil morto em Kiev após ataque de mísseis no centro da cidade.

Em Kiev, pelo menos oito pessoas morreram e 24 ficaram feridas depois que os ataques com mísseis começaram por volta das 8h, horário local.

### Lviv
Como resultado dos ataques com foguetes às instalações de energia da cidade de Lviv, foi gerado um apagão em diferentes áreas. A água quente também parou de ser fornecida aos apartamentos.

### Carcóvia
Na manhã de 10 de outubro, nada menos que 3 bombardeios foram registrados nas instalações de infraestrutura de energia de Carcóvia. Em algumas áreas, a água e a eletricidade desapareceram.

### Odessa
Segundo o chefe da cidade Odessa, Maksym Marchenko, as forças de defesa aérea derrubaram três mísseis e cinco drones na região.

### Dnipro
No centro da cidade de Dnipro, os corpos dos mortos foram encontrados em uma área industrial nos arredores da cidade, com janelas quebradas na área e vidros espalhados na rua.

### Outras regiões
Outros ataques também foram realizados em Khmelnytsky e Jitomir, bem como nas regiões de Ivano-Frankivsk, Ternopil, Sumy e Poltava.